# 黑鰭燈鱂
黑鰭燈鱂，為輻鰭魚綱鯉齒目鯉齒亞目花鳉科的其中一種，分布於非洲坦尚尼亞淡水流域，體長可達3.5公分，生活習性不明。

## 擴展閱讀
維基物種上的相關：黑鰭燈鱂